# Dittersdorf (Striegistal)
Dittersdorf ist ein Ortsteil der Gemeinde Striegistal im Landkreis Mittelsachsen in Sachsen. Der Ort schloss sich am 1. Januar 1994 mit fünf weiteren Orten zur Gemeinde Tiefenbach zusammen, die wiederum seit dem 1. Juli 2008 zur Gemeinde Striegistal gehört.

## Geographie

### Geographische Lage und Verkehr
Dittersdorf liegt im Westen der Gemeinde Striegistal. Der durch den Ort fließende Bach mündet im östlichen Nachbarort Böhrigen in die Striegis.
Im Tal der Striegis bei Dittersdorf befindet sich der stillgelegte Teil der Bahnstrecke Roßwein–Niederwiesa, an welcher der Nachbarort Böhrigen einen Bahnhof besaß. Westlich von Dittersdorf verläuft die Bundesstraße 169.

### Nachbarorte
|             | Böhrigen                                    |          |
| Greifendorf | Kompassrose, die auf Nachbargemeinden zeigt | Böhrigen |
|             | Arnsdorf                                    |          |

## Geschichte

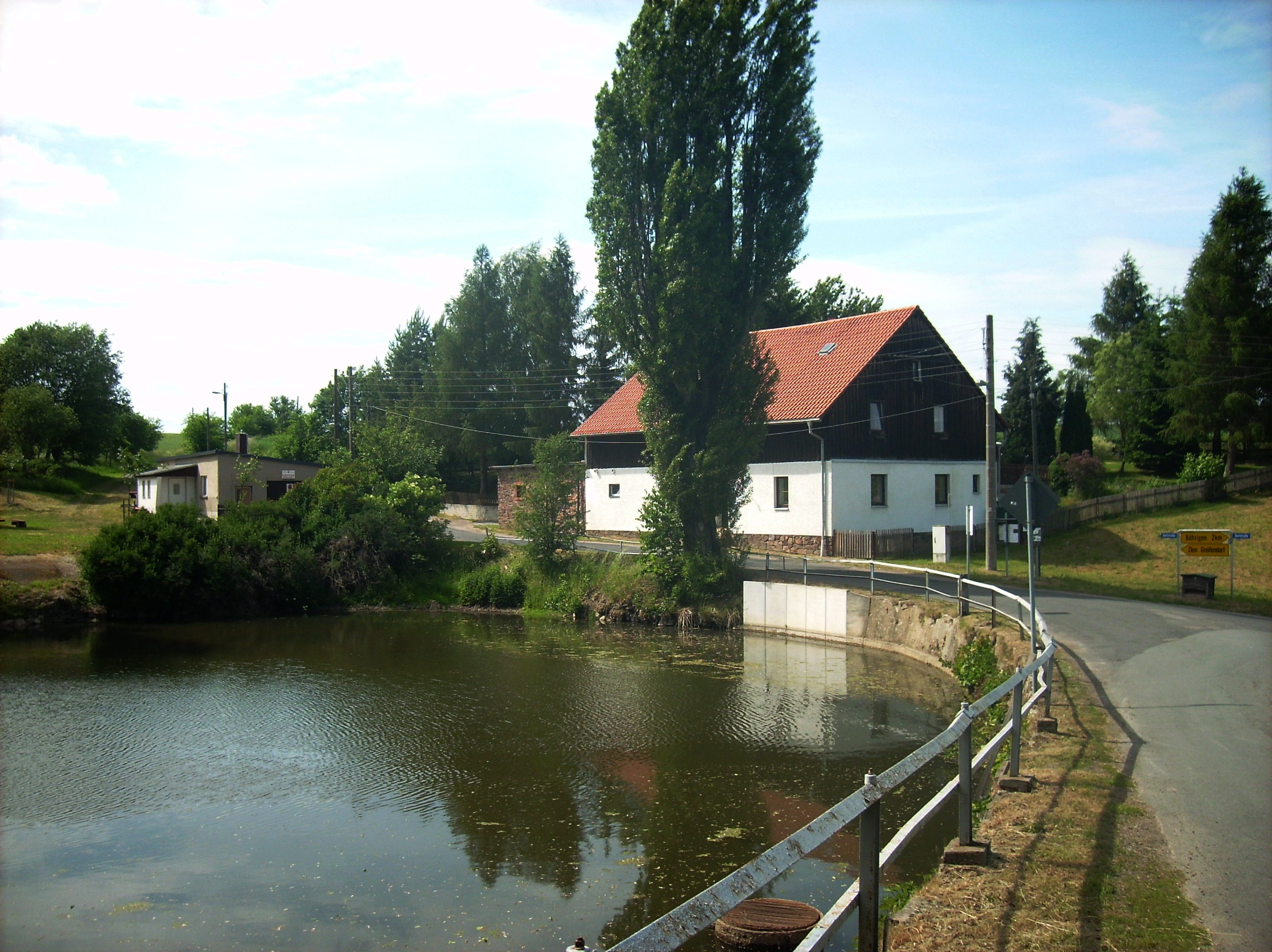
Dittersdorf, Dorfteich

Das Waldhufendorf Dittersdorf wurde im Jahr 1325 als „villa Dytrichdorph“ erwähnt. Im gleichen Jahr ist für den Ort ein Rittersitz sowie die Adligen „Ulmannus, Reynhardus et Thyzo de Dyterrichzdorf“ nachgewiesen. Dittersdorf gehörte ursprünglich zum Besitz des Klosters Altzella. Nach der Säkularisation des Altzellaer Klosterbesitzes im Jahr 1540 kam der Ort zum neu gegründeten wettinischen Amt Nossen. Die Grundherrschaft über Dittersdorf lag nach 1696 beim Rittergut Böhrigen. Dittersdorf gehörte bis 1856 zum kursächsischen bzw. königlich-sächsischen Amt Nossen. Ab 1856 gehörte Dittersdorf zum Gerichtsamt Roßwein und ab 1875 zur Amtshauptmannschaft Döbeln, welche 1939 in Landkreis Döbeln umbenannt wurde.
Mit der zweiten Kreisreform in der DDR kam die Gemeinde Dittersdorf im Jahr 1952 zum neu gegründeten Kreis Hainichen im Bezirk Chemnitz (1953 in Bezirk Karl-Marx-Stadt umbenannt). Seit 1990 gehörte die Gemeinde Dittersdorf zum sächsischen Landkreis Hainichen, der 1994 im Landkreis Mittweida und 2008 im Landkreis Mittelsachsen aufging.
Am 1. Januar 1994 schloss sich die Gemeinde Dittersdorf mit den Gemeinden Böhrigen, Arnsdorf, Etzdorf (mit Gersdorf), Marbach (mit Kummersheim)  und Naundorf zur Gemeinde Tiefenbach zusammen. Die Gemeinden Tiefenbach und Striegistal wiederum schlossen sich am 1. Juli 2008 zur neuen Gemeinde Striegistal zusammen, wodurch Dittersdorf seitdem ein Ortsteil von Striegistal ist.